# Catholic Boy
Catholic Boy (Chico católico en Español) es el álbum debut de la banda estadounidense The Jim Carroll Band, liderada por el escritor, poeta y músico estadounidense del que toma su nombre la banda. 
Fue lanzado en enero de 1980 e incluye las memorias de Carroll  The Basketball Diaries y su poemario Living at the Movies. Del álbum se extrajeron los exitosos sencillos de radio It's Too Late y People Who Died.
En el 2020 el álbum fue incluido en la lista de los 80 mejores álbumes de 1980 de la revista Rolling Stone, ocupando el puesto 77.